# Valiente Peak
Der Valiente Peak (französisch Sommet Saens Valiente) ist ein etwa 2165 m hoher Berg an der Graham-Küste des Grahamlands im Norden der Antarktischen Halbinsel. Er ragt unmittelbar nördlich der Mündung des Lever-Gletschers in die Beascochea-Bucht auf.
Teilnehmer der Fünften Französischen Antarktisexpedition (1908–1910) unter der Leitung des Polarforschers Jean-Baptiste Charcot entdeckten ihn. Charcot benannte ihn nach dem Hydrographen und späteren Admiral Juan Pablo Sáenz Valiente (1861–1925), ab 1910 argentinischer Marineminister. Teilnehmer der British Graham Land Expedition (19341937) unter der Leitung des australischen Polarforschers John Rymill kartierten ihn erneut bei Vermessungen der Beascochea-Bucht im August 1935 und im Zuge einer Fahrt zum Trooz-Gletscher im Januar 1936. Das UK Antarctic Place-Names Committee übertrug Charcots Benennung 1959 in verkürzter Form ins Englische. 